# Leonardo Spinazzola
Leonardo Spinazzola (Italská výslovnost: [leoˈnardo spinatˈtsɔːla]; 25. březen 1993 Foligno, Itálie) je italský fotbalový obránce, který od léta 2024 hraje za Neapol.

## Přestupy
- z Siena do Juventus za 400 000 Euro
- z Juventus do Řím za 29 500 000 Euro
- z Řím do Neapol zadarmo

## Kariéra

### Reprezentační
Spinazzola debutoval v italské reprezentaci, spolu se čtyřmi dalšími hráči, 28. března 2017, když v 62. minutě přátelského utkání proti Nizozemsku vystřídal Davideho Zappacostu.
V červnu 2021 byl manažerem Robertem Mancinim nominován do italského kádru na závěrečný turnaj Euro 2020.

## Statistika

### Klubová
| Sezóna             | Klub               | Liga               | Liga   | Liga | Ligové poháry | Ligové poháry | Ligové poháry | Kontinentální poháry | Kontinentální poháry | Kontinentální poháry | Celkem | Celkem |
| Sezóna             | Klub               | Soutěž             | Zápasy | Góly | Soutěž        | Zápasy        | Góly          | Soutěž               | Zápasy               | Góly                 | Zápasy | Góly   |
| ------------------ | ------------------ | ------------------ | ------ | ---- | ------------- | ------------- | ------------- | -------------------- | -------------------- | -------------------- | ------ | ------ |
| 2012/13            | Empoli             | Serie B            | 7      | 1    | IP            | 1             | 0             | -                    | 0                    | 0                    | 8      | 1      |
| 2013               | Virtus Lanciano    | Serie B            | 3      | 0    | IP            | 0             | 0             | -                    | 0                    | 0                    | 3      | 0      |
| 2013/14            | Siena              | Serie B            | 24     | 1    | IP            | 2             | 0             | -                    | 0                    | 0                    | 26     | 1      |
| 2014/15            | Atalanta           | Serie A            | 2      | 0    | IP            | 3             | 1             | -                    | 0                    | 0                    | 5      | 1      |
| 2015               | Vicenza            | Serie B            | 10     | 0    | -             | 0             | 0             | -                    | 0                    | 0                    | 10     | 0      |
| 2015/16            | Perugia            | Serie B            | 34     | 0    | IP            | 0             | 0             | -                    | 0                    | 0                    | 34     | 0      |
| 2016/17            | Atalanta           | Serie A            | 30     | 0    | IP            | 2             | 0             | -                    | 0                    | 0                    | 32     | 0      |
| 2017/18            | Atalanta           | Serie A            | 18     | 0    | IP            | 1             | 0             | EL                   | 6                    | 0                    | 25     | 0      |
| Celkem za Atalantu | Celkem za Atalantu | Celkem za Atalantu | 50     | 0    | -             | 6             | 1             | -                    | 6                    | 0                    | 62     | 1      |
| 2018/19            | Juventus           | Serie A            | 10     | 0    | IP+IS         | 1+0           | 0             | LM                   | 1                    | 0                    | 12     | 0      |
| 2019/20            | Řím                | Serie A            | 24     | 1    | IP            | 0             | 0             | EL                   | 8                    | 1                    | 32     | 2      |
| 2020/21            | Řím                | Serie A            | 27     | 2    | IP            | 1             | 0             | EL                   | 11                   | 0                    | 39     | 2      |
| 2021/22            | Řím                | Serie A            | 3      | 0    | IP            | 0             | 0             | EKL                  | 1                    | 0                    | 4      | 0      |
| 2022/23            | Řím                | Serie A            | 26     | 1    | IP            | 1             | 0             | EL                   | 13                   | 1                    | 40     | 2      |
| 2023/24            | Řím                | Serie A            | 24     | 1    | IP            | 2             | 0             | EL                   | 10                   | 0                    | 36     | 1      |
| Celkem za Řím      | Celkem za Řím      | Celkem za Řím      | 104    | 5    | -             | 4             | 0             | -                    | 43                   | 2                    | 151    | 7      |
| 2024/25            | Neapol             | Serie A            | 27     | 1    | IP            | 3             | 0             | -                    | 0                    | 0                    | 30     | 1      |
| Celkově            | Celkově            | Celkově            | 269    | 8    | -             | 17            | 1             | -                    | 50                   | 2                    | 336    | 11     |

### Reprezentační

#### Statistika na velkých turnajích
| Reprezentace | Rok     | Zápasy             | Zápasy | Zápasy    | Zápasy           | Zápasy           | Zápasy       |
| Reprezentace | Rok     | Fáze turnaje       | Datum  | Soupeř    | Odehraných minut | Vstřelené branky | Výsledek     |
| ------------ | ------- | ------------------ | ------ | --------- | ---------------- | ---------------- | ------------ |
| Itálie       | ME 2020 | 1 zápas ve skupině | 11. 6. | Turecko   | 90               | 0                | 3:0          |
| Itálie       | ME 2020 | 2 zápas ve skupině | 16. 6. | Švýcarsko | 90               | 0                | 3:0          |
| Itálie       | ME 2020 | Osmifinále         | 26. 6. | Rakousko  | 120              | 0                | 2:1 v prodl. |
| Itálie       | ME 2020 | Čtvrtfinále        | 2. 7.  | Belgie    | 79               | 0                | 2:1          |

## Úspěchy

### Klubové

#### Národní
- vítěz italské ligy (2x)

Juventus: 2018/19

Neapol: 2024/25
- vítěz italského superpoháru (1x)

Juventus: 2018

#### Kontinentální
- vítěz evropské konferenční ligy (1x)

Řím: 2021/22

### Reprezentační
- 1× na ME (2020 – zlato)
- 1× na LN (2022/23 – bronz)

### Individuální
- All Stars tým ME (2020)
- All Stars tým EKL (2021/22)

### Vyznamenání
Řád zásluh o Italskou republiku (16. 7. 2021) z podnětu Prezidenta Itálie